# جين كاردوس
جين كاردوس (بالإنجليزية: Gene Kardos)‏ هو قائد فرقة ‏ وعازف جاز ومغني أمريكي، ولد في 12 يونيو 1899 في نيويورك في الولايات المتحدة، وتوفي بنفس المكان في 27 يوليو 1980.

## روابط خارجية
- جين كاردوس على موقع أول ميوزيك (الإنجليزية)
- جين كاردوس على موقع ديسكوغز (الإنجليزية)